# Ferdinando Galli da Bibiena
Pour les articles homonymes, voir Famille Galli da Bibiena.
Ferdinando Maria Galli, dit Ferdinando Galli da Bibiena ou encore Ferdinando Galli Bibiena ou même simplement Bibiena (Bologne, 19 août 1657 - 4 janvier 1743), est un peintre, un architecte de style baroque, un théoricien de l'art et un scénographe italien de la prolifique famille d'artistes des Bibiena.

## Biographie
Fils de Giovanni Maria Galli da Bibbiena (1625–1665), il se forme à Bologne en Émilie-Romagne, en étudiant d'abord la peinture avec les quadraturistes Mauro Aldrovandini (en) et Jacopo Antonio Mannini (en) ensuite la géométrie et la perspective avec Giulio Trogli dit il Paradosso. Il exécute en 1674 et 1675, sous le contrôle de Stefano Torelli, la scénographie pour le théâtre de la Fortune (en) de Fano.
En 1676, il est actif comme décorateur avec son frère Francesco et travaille à Mirandola, Modène et Novellara, en exécutant une série de cycles de fresques (détruites).
Entre 1678 et 1684, il réalise les décorations du salon de danse de palais Fantuzzi (en) à Bologne, avec, peinte sur les murs, une loggia s'ouvrant vers un jardin, vue sur trois côtés en perspective normale, tandis que sur le quatrième elle glisse brusquement dans une direction oblique, comme pour reconnecter la chambre avec l'escalier monumental de Paolo Canali en cours de réalisation.
Pour plusieurs années, de 1685 jusqu'à 1708, sur recommandation du peintre Carlo Cignani, il est au service du duc Ranuccio Farnese à Parme, à partir de 1687 comme peintre et à partir de 1697 comme premier architecte ducal.
Entre 1685-87, il exécute les fresques et peut-être même l'architecture de l'Oratorio del Serraglio di San Secondo Parmense.
En 1686, il épouse Corona Stradella, d'une famille noble de Borgotaro et ils ont sept enfants.
Entre 1687 et 1690, les décorations de l'Oratorio della Morte à Piacenza.
Entre 1687 et 1700, il construit l'autel Buratti pour Santa Maria Lacrimosa degli Alemanni (en) à Bologne et le théâtre pour la rocca Meli Lupi (en) de Soragna.
En 1688, il prend part aux travaux d'embellissement et de réorganisation du théâtre ducal parmesan et de celui de la Pilotta.
En 1690, il restructure le collège des Nobles (it) à Parme et projette la façade du palais de Rangoni Farnese (it).
Entre 1693 et 1697, il travaille dans le palais Costa (en) à Plaisance.
De 1699 à 1708, il dirige les travaux de modernisation des jardins du Palazzo Ducale de Colorno terminée par Giuliano Mozzani (it).
En 1709, il reste à Barcelone pour diriger les spectacles des noces de Charles III de Habsbourg.
Rentré à Parme en 1711, l'année suivante, il projette la double voûte du chœur de l'église Sant'Antonio Abate (en), réalise la voûte inférieure percée qui permet d’apercevoir la décoration de la voûte supérieure.
En 1717, il est à Vienne pour réaliser les préparatifs des fêtes données en l'honneur de l'empereur Charles VI, et devient premier architecte théâtral.
En 1717, à cause d'une maladie aux yeux, il rentre à Bologne, où il enseigne à l'Académie clémentine et réalise les projets pour la specola (observatoire) de l'Institut des Sciences, en 1720 ceux pour les salons du palais Malvezzi, pour la salle des fêtes au palais Ranuzzi (en) et pour l'appartement du gonfalonier dans le Palazzo pubblico.
En 1726, il fournit les projets pour le clocher de Santa Cristina della Fondazza (en).
En 1719, il exécute, avec son fils Antonio (1700-1774), les travaux de restauration du théâtre de la Fortune (en) de Fano, entre 1719 et 1722, celle de l'église de San Giovanni Evangelista (it) à Rimini, en travaillant, toujours dans cette ville, entre 1723 et 1724, à l'église des Pères théatins (it).
En 1727, il projette l'autel de l'église del Rosario (en) à Cento, puis en 1734, la couverture de l'église paroissiale de la Villa Pasquali (it) et la chapelle Santa Maria Assunta à Sabbioneta qui consiste en des grilles curvilignes à travers lesquelles on découvre le ciel peint.
En 1739, il réalise la Villa Paveri Fontana (it) à Collecchio.
On lui attribue également la modernisation, en style baroque, du château (it) de Lisignano et, selon certaines sources, le projet de l'église paroissiale de Cadeo.
Pietro Giovanni Abbati a été un de ses élèves.

## Ouvrages
Ferdinando Galli da Bibiena est l'auteur de trois traités d'architecture et de perspective dont L’architettura civile preparata sulla geometria e ridotta alle prospettive (L'architecture civile préparée par la géométrie et réduite aux perspectives), publié en 1711 et dans lequel il théorise la vue d'angle, moyen employé pour la première fois à Bologne par Marcantonio Chiarini en 1694, qui permet une vision de la scène théâtrale détournée de l'époque baroque où la scène du fond, construite selon un point de fuite sur un axe central permettant la continuité spatiale entre la scène feinte et la salle réelle, rendait la vue non satisfaisante pour les impératifs esthétiques en ces premières années du XVIIIe siècle ; ce système rendait possible la création d'un décor de fond, sur une ligne de fuite perspective, indépendante de la salle, inclinée vers elle, selon un angle variable défini par des lignes diagonales, avec au centre la vision d'un édifice en coin d'où partent les axes vers les deux points de fuite latéraux externes à la scène ; de cette manière, on réussissait à avoir une meilleure visibilité de chaque point de la salle sans avoir à construire la simulation d'un espace infini, au-delà du fond, devenu partie intégrante de la scène théâtrale.

## Descendance
Ferdinando et Corona Stradella ont eu sept enfants dont :
- Alessandro Galli da Bibiena (1687 Parme-1769), peintre de fresques et architecte.
- Giovanni Maria (1693-1722)
- Giuseppe Bibiena (1696 Parme–1756), connu, comme son père, pour ses somptueuses décorations des cours de Vienne, Monaco, Dresde, Bayreuth et Prague.
- Antonio Galli da Bibiena (1700 Parme–1774) architecte de théâtre (Io Scientifico di Mantova) et scénographe.

## Musées
- Langres :
  - Deux tableaux d'architecture avec figures.
- Londres (National Gallery) :
  - Le Théâtre Farnèse à Parme.
- Porto :
  - Intérieur d'une cathédrale.
- Toulouse :
  - Le Château Saint-Ange, à Rome :
  - Port de mer.

### Source
- Gazzetta di Parma du 14/10/2007 article Esuberanza di colore e fantasia, I Galli Bibiena tra incisioni, disegni e splendide foto di affreschi de Pier Paolo Mendogni